# Serramonacesca
Serramonacesca is een gemeente in de Italiaanse provincie Pescara (regio Abruzzen) en telt 591 inwoners (31-12-2004). De oppervlakte bedraagt 23,9 km², de bevolkingsdichtheid is 27 inwoners per km². Ongeveer de helft van het grondgebied ligt in het Nationaal Park Majella.

## Demografie
Serramonacesca telt ongeveer 257 huishoudens. Het aantal inwoners daalde in de periode 1991-2001 met 13,7% volgens cijfers uit de tienjaarlijkse volkstellingen van ISTAT.
| Jaar | Inwoneraantal |
| ---- | ------------- |
| 1991 | 717           |
| 2001 | 619           |

## Geografie
Serramonacesca grenst aan de volgende gemeenten: Casalincontrada (CH), Lettomanoppello, Manoppello, Pretoro (CH), Roccamontepiano (CH).
Abbateggio · Alanno · Bolognano · Brittoli · Bussi sul Tirino · Cappelle sul Tavo · Caramanico Terme · Carpineto della Nora · Castiglione a Casauria · Catignano · Cepagatti · Città Sant'Angelo · Civitaquana · Civitella Casanova · Collecorvino · Corvara · Cugnoli · Elice · Farindola · Lettomanoppello · Loreto Aprutino · Manoppello · Montebello di Bertona · Montesilvano · Moscufo · Nocciano · Penne · Pescara · Pescosansonesco · Pianella · Picciano · Pietranico · Popoli · Roccamorice · Rosciano · Salle · San Valentino in Abruzzo Citeriore · Sant'Eufemia a Maiella · Scafa · Serramonacesca · Spoltore · Tocco da Casauria · Torre de' Passeri · Turrivalignani · Vicoli · Villa Celiera
1. ↑  https://demo.istat.it/?l=it.